# 국립완주문화유산연구소
국립완주문화유산연구소는 국립문화유산연구원의 소속기관이다.  2019년 7월 23일 발족하였으며, 전북특별자치도 완주군 삼례읍에 위치하고 있다. 소장은 서기관·기술서기관 또는 학예연구관으로 보한다.

## 연혁
- 2019년 7월 23일: 설립
- 2019년 10월 4일: 국립완주문화재연구소 개소 및 현판식
- 2024년 5월 17일: 국립완주문화유산연구소로 기관명칭 변경

## 조직

### 소장
- 기획운영과[1]
- 학예연구실[2]